# Károly Khuen-Héderváry
Károly Khuen-Héderváry (ur. 23 maja 1849 w Bad Gräfenberg, zm. 16 lutego 1918 w Budapeszcie) – hrabia, węgierski polityk, ban Chorwacji w latach 1883–1903, premier Węgier w 1903 roku oraz w latach 1910–1912.

## Życiorys
Károly Khuen pochodził z węgierskiej arystokratycznej rodziny. Jego rodzina posiadała wielkie majątki ziemskie w Chorwacji. Studiował prawo w Zagrzebiu i Bratysławie. W 1874 roku po zmarłej matce odziedziczył tytuł Héderváry, z którego uczynił część swego nazwiska. Poślubił Margit Teleki, siostrzenicę długoletniego premiera węgierskiego Kálmána Tiszy, co pozwoliło mu na szybką karierę polityczną.
Po okresie pełnienia drobniejszych funkcji urzędniczych, w 1883 roku został mianowany na stanowisko bana Chorwacji – pełnił ten urząd przez 20 lat i w okresie tym realizował przede wszystkim węgierskie interesy w Chorwacji, prowadząc politykę madziaryzacyjną i starając się ograniczać odrębność Chorwacji od Węgier. M.in. ograniczył prawa wyborcze, autonomię uniwersytetu w Zagrzebiu, niezależność sądów, wolność prasy i działalności Jugosłowiańskiej Akademii Nauki i Sztuki, w 1894 roku wprowadził język węgierski jako obowiązkowy w chorwackich gimnazjach. Wspierała go w tych działaniach prowęgierska w tym czasie Partia Narodowa, opierał się także na mniejszości serbskiej (co sprzyjało habsburskim wpływom na Bałkanach, jednak prowadziło także do narastania antagonizmu chorwacko-serbskiego). Jednocześnie okres jego rządów w Chorwacji zaznaczył się znacznym rozwojem gospodarczym.
W maju 1903 roku jako zaufany człowiek cesarza Franciszka Józefa I objął urząd premiera Węgier. Po kilku miesiącach zdymisjonowany, w okresie od marca 1904 do stycznia 1905 minister bez teki. Od stycznia 1910 roku do kwietnia 1912 roku ponownie pełnił funkcję premiera Węgier. W lutym 1910 roku brał udział w utworzeniu Narodowej Partii Pracy, na której czele stał następnie w okresie od 1913 do 1918 roku.
Od 1893 tajny radca, a także honorowy obywatel Zagrzebia i Varaždina.

## Odznaczenia
Odznaczenia Khuena-Héderváry to między innymi:
- Order Złotego Runa
- Krzyż Wielki Orderu Świętego Stefana
- Kawaler Orderu Żelaznej Korony I klasy
- Medal Jubileuszowy Pamiątkowy dla Cywilnych Funkcjonariuszów Państwowych
- Order Zasługi Korony Pruskiej (Prusy)
- Order Domowy Hohenzollernów (Prusy)
- Krzyż Wielki Orderu Alberta (Saksonia)
- Wielka Wstęga Orderu Leopolda (Belgia)
- Krzyż Wielki Orderu Gwiazdy Rumunii (Rumunia)
- Krzyż Wielki Orderu Orła Białego (Serbia)
- Order Lwa i Słońca I klasy (Persja)